# كامبانيس
كامبانيس (Καμπάνης) هي مدينة في كيلكيس في مقاطعة فوريا إلادا في اليونان.
يبلغ عدد سكانها حوالي 1,499 نسمة.